# Stefon Harris
Stefon Harris (Albany, 23 maart 1973) is een Amerikaanse jazzvibrafonist, percussionist, componist en arrangeur. Hij is een veelgevraagde sideman en heeft gespeeld met onder meer Kenny Barron, Steve Turre, Kurt Elling en Charlie Hunter. De krant  Los Angeles Times noemde hem "een van de belangrijkste jonge artiesten in de jazz".

## Biografie
Harris begon op zijn zesde piano te spelen en in de loop der jaren kreeg hij ook belangstelling voor andere instrumenten. Hij studeerde aan Manhattan School of Music in New York waar hij een Bachelor of Arts in klassieke muziek haalde (1995) en een Master of Arts in jazz (1997).
Sinds 1996 speelde hij mee op albums van onder andere Steve Coleman, Joe Henderson, Wynton Marsalis, Jason Moran en Cassandra Wilson. Tevens werd hij lid van SF Jazz Collective. In 1998 verscheen zijn debuutalbum, de eerste van een reeks albums voor het befaamde label Blue Note Records. Aan de plaat, A Cloud of Red Dust, werd meegewerkt door musici als Mulgrew Miller en Greg Osby. Laatstgenoemde produceerde Harris' tweede album en vormde met Harris, Jason Moran en Mark Shim een kwartet dat in 2000 het album New Directions opnam. In 2003 verscheen van Harris een conceptalbum (The Grand Unification Theory) en een jaar later een fusion-plaat met Afro-Cubaanse elementen (Evolution, met zijn begeleidingsband Blackout). In 2006 verscheen een plaat waarin Duke Ellington centraal staat en in 2009 een album met Blackout, dat voor het eerst niet op Blue Note uitkwam, maar op Concord Records. Zijn uiteenlopende platen hebben één constante: Harris' lyrische stijl. Drie albums van Harris werden genomineerd voor een Grammy.

## Discografie

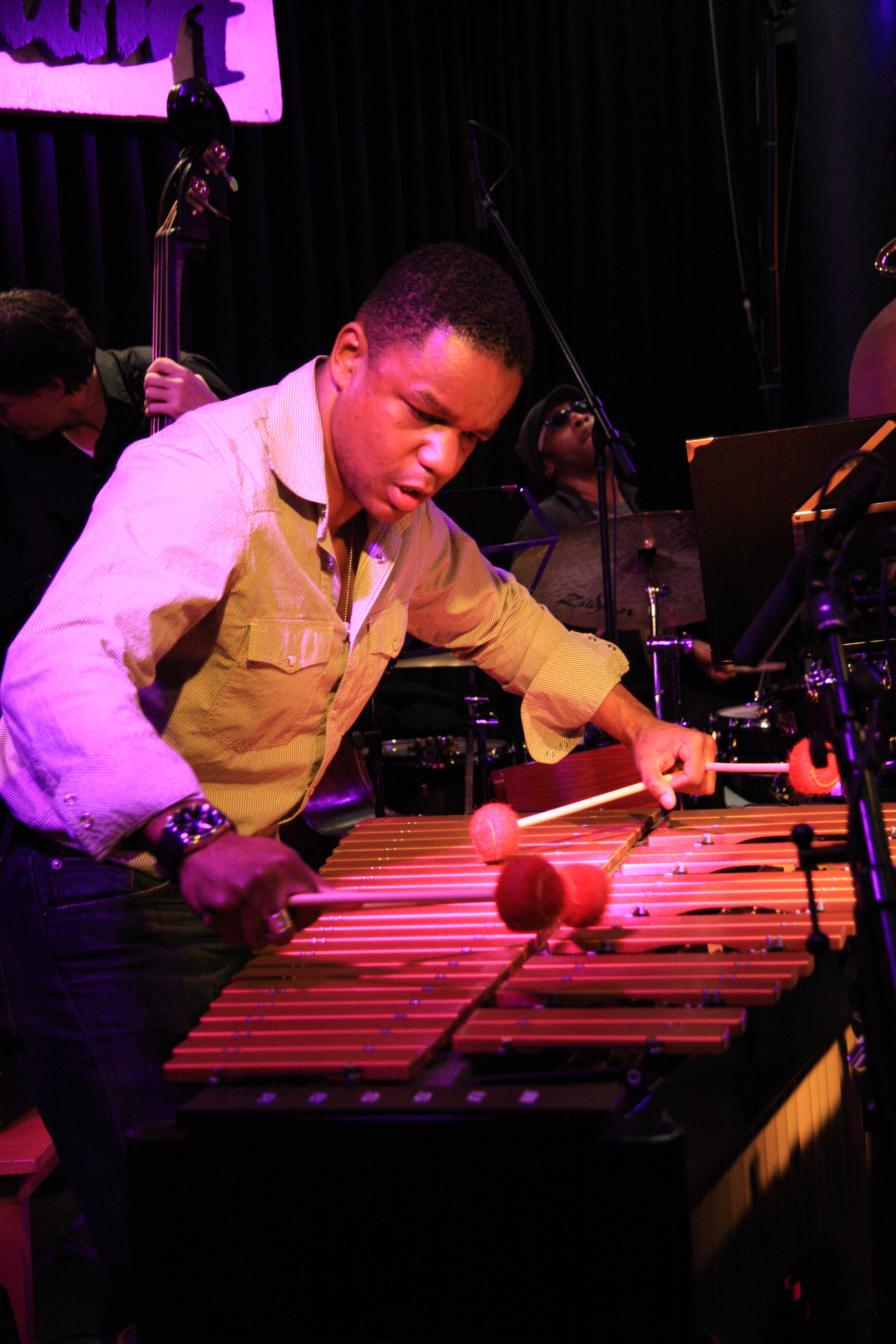
Stefon Harris tijdens een workshop in München met San Francisco Jazz Collective, 2010

### Als leider
- A Cloud of Red Dust (1998) Blue Note
- Black Action Figure (1999) Blue Note (Grammy-nominatie)
- Kindred (2001) Blue Note (Grammy-nominatie)
- The Grand Unification Theory (2003) Blue Note (Grammy-nominatie)
- Evolution (2004) Blue Note
- African Tarantella: Dances With Duke (2006) Blue Note
- Urbanus (2009) Blue Note
- Ninety Miles (2011) Concord Picante met David Sanchez en Christian Scott
- Ninety Miles: Live at Cubadisco (2012) Concord Picante

### Als lid van het The Classical Jazz Quartet
- Tchaikovsky's Nutcracker (2001) Vertical Jazz
- The Classical Jazz Quartet Plays Bach (2002) Vertical Jazz
- The Classical Jazz Quartet Play Rachmaninov (2006) Kind of Blue
- The Classical Jazz Quartet Play Tchaikovsky (2006) Kind of Blue
- Christmas (2006) Kind of Blue

### Als 'sideman'
- Terell Stafford Centripetal Force (1996)  Candid
- Joe Henderson Porgy & Bess (1997) Verve
- Charlie Hunter Return of the Candyman (1998) Blue Note
- Jason Moran Soundtrack to Human Motion (1999) Blue Note
- Greg Osby The Inner Circle (2002) Blue Note
- Kurt Elling Man in the Air (2003) Blue Note
- Kenny Barron Images (2004) Sunnyside
- Janis Siegel Sketches of Broadway (2004) Telarc
- Lea DeLaria Double Standards (2005) Telarc
- Diana Krall Christmas Songs (2005) Verve
- Raul Midón State of Mind  (2005) Blue Note
- Joshua Redman Momentum (2006) Nonesuch
- Steve Turre Keep Searching (2006) HighNote
- Ry Cooder My Name Is Buddy (2007) Nonesuch
- Courtney Pine Transition in Tradition (2009) Destin-E
- James Moody Moody 4B (2010) IPO
- Theo Croker Afro Physicist (2014) Masterworks/Okeh Records
- Ben Williams Coming of Age (2015) Concord Jazz